# Montfortula rugosa
Montfortula rugosa es una especie de molusco gasterópodo de la familia Fissurellidae.

## Distribución geográfica
Se encuentra  en Australia y Nueva Zelanda.